# О предоставлении империя Гнею Помпею
«О предоставлении империя Гнею Помпею» (лат. De imperio Cn. Pompei), также известная как «О Манилиевом законе» (лат. Pro Lege Manilia) — речь римского оратора Марка Туллия Цицерона, произнесённая в Народном собрании в 66 году до н. э.

## Контекст и содержание
В 66 году до н. э. народный трибун Римской республики Гай Манилий предложил наделить Гнея Помпея Великого полномочиями верховного командующего в трёх восточных провинциях — Азия, Вифиния и Киликия. Это означало передачу Помпею командования в Третьей Митридатовой войне, которую к тому времени много лет вёл Луций Лициний Лукулл. Ряд представителей нобилитета высказался против, сторонники Манилия обратились за поддержкой к Народному собранию. Марк Туллий Цицерон в это время занимал должность городского претора и имел право собирать народные сходки; он воспользовался этим правом, чтобы произнести речь в защиту Манилиева закона. Тот был принят.